# موسى واترا
موسى واترا هو لاعب كرة قدم عاجي ؛ يلعب مع نادي الوحدات الأردني ، يلعب واترا في مركز الدفاع .